# Siegfried Hecker

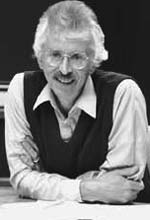
Siegfried S. Hecker.

Dr. Siegfried S. Hecker (Tomaszew, Masovian Voivodeship, Polonia, 2 de octubre de 1943)  es un científico estadounidense, austriaco y polaco especialista en armamento nuclear y Director Emérito del Laboratorio Nacional de Los Álamos entre 1986 y 1997. Además es profesor en el Departamento de Gestión Científica e Ingeniería de la Escuela de ingeniería, Codirector del CISAC (Centro para la Seguridad y la Cooperación Internacional) y miembro agregado en el Freeman Spogli Institute for International Studies de la Universidad de Stanford.

## Viajes a Corea del Norte
Hecker ha visitado frecuentemente, una vez al año desde 2004, Corea del Norte como asesor informal dentro del programa con plutonio en el centro de Investigación Nuclear de Yongbyon.

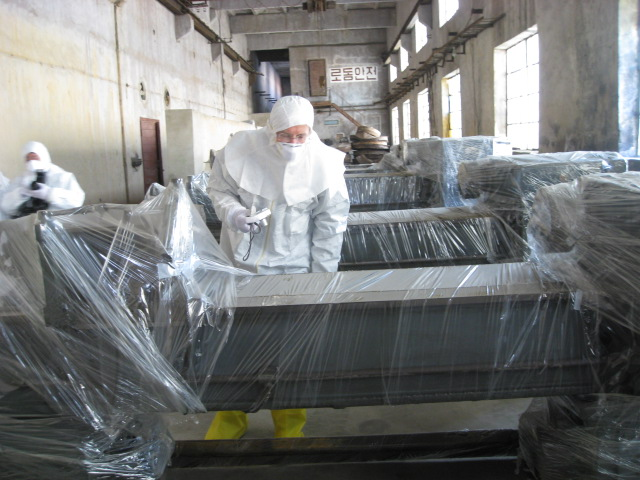
Siegfried S. Hecker visitando el centro desmantelado para Investigación Nuclear de Yongbyon, Corea del Norte, en 2008

En noviembre de 2010 visitó esas instalaciones nucleares e informó de lo avanzado de su estado.

## Premios
Sus logros han sido reconocidos con múltiples premios como la Medalla Seaborg de la Sociedad Nuclear Americana. Igualmente co-recibió el Premio Enrico Fermi en 2009. Este último premio es uno de los más antiguos y prestigiosos que otorga el Gobierno estadounidense y lleva aparejado un incentivo económico de $375.000. El premio lo compartió com John Bannister Goodenough, Profesor en la Universidad de Tejas en Austin.